# 艾伊莎·塔基亞
艾伊莎·塔基亞（英語：Ayesha Takia，1986年4月10日—）是印度女演員，主要出現在寶萊塢電影。
2004年，她拍攝了她首套電影《Taarzan: The Wonder Car》 並贏得2005年印度電影觀眾獎的最佳女新人獎。塔基亞其他知名作品包括2006年的《Dor》、《Wanted》及《愛情的禮讚》。
塔基亞的父親是古吉拉特人及印度教徒而母親則是信奉伊斯蘭教的印度及英國混血兒。她已婚並育有一子。本身為印度教教徒的塔基亞在2009年和身為伊斯蘭教徒的丈夫結婚時改信伊斯蘭教。

## 外部連結
- 艾伊莎·塔基亞在互联网电影资料库（IMDb）上的資料（英文）
- Instagram （页面存档备份，存于）